# Розкошувка
Розкошувка (пол. Rozkoszówka) — село в Польщі, у гміні Ухані Грубешівського повіту Люблінського воєводства.
Населення — 425 осіб (2011).
У 1975—1998 роках село належало до Замойського воєводства.

## Демографія
Демографічна структура станом на 31 березня 2011 року:
|          | Загалом | Допрацездатний вік | Працездатний вік | Постпрацездатний вік |
| -------- | ------- | ------------------ | ---------------- | -------------------- |
| Чоловіки | 226     | 37                 | 152              | 37                   |
| Жінки    | 199     | 30                 | 108              | 61                   |
| Разом    | 425     | 67                 | 260              | 98                   |